# 쏘대장
쏘대장(1998년 3월 2일~)은 대한민국의 인터넷 방송인이며 트위치와 유튜브에서 활동하고 있다.

## 개요
2019년 8월 27일, 쏘입니다로 처음 활동했다.

## 활동
청년의 날 팬 사인회를 통해 팬들과 소통하였다.

## 수상
- 유튜브 실버버튼